# Fuga da Sobibor
Fuga da Sobibor è un film per la televisione del 1987 diretto da Jack Gold e interpretato da Rutger Hauer e Alan Arkin.
Si ispira a un episodio storico del 1943 quando circa trecento ebrei fuggirono dal campo di sterminio di Sobibór, in Polonia.

## Trama
Polonia, 1943: Leon Feldhendler e poche altre centinaia di prigionieri sono costretti a lavorare nel campo di sterminio di Sobibór, assistendo impotenti all'uccisione di migliaia di famiglie ebree da parte dei nazisti. L'arrivo nel lager di un convoglio di soldati dell'Armata Rossa, accende un barlume di speranza nei detenuti e Leon decide di avvalersi della collaborazione e dell'esperienza del tenente Aleksandr Pečerskij, ufficiale sovietico di origine ebraica, per organizzare una rivolta contro i tedeschi e la conseguente evasione di massa dal campo. Il piano di fuga sarebbe dovuto consistere nell'isolare singolarmente ogni ufficiale nazista presente nel campo per poi ucciderlo, utilizzando rudimentali attrezzi da lavoro e prelevando dal cadavere le armi da fuoco.
Nonostante l'eliminazione di una dozzina di SS e di diverse guardie ucraine, il progetto viene scoperto e i detenuti sono costretti a improvvisare una rocambolesca fuga cercando di sfuggire ai colpi di mitra esplosi contro di loro dalle torrette ed evitando le mine disseminate nel perimetro prospiciente il campo.
Alla fine dell'evasione Leon, Pečerskij e gli altri protagonisti della coraggiosa insurrezione, permettono ad una parte dei prigionieri di fuggire, mentre un considerevole numero di essi viene ucciso dalle sentinelle di Sobibór.